# Theophilos Erotikos
Theophilos Erotikos (mittelgriechisch Θεόφιλος Ἐρωτικός; † nach 1042) war ein byzantinischer Strategos und Usurpator gegen Kaiserin  Zoe auf Zypern.

## Leben
Theophilos Erotikos amtierte unter Kaiser Romanos III. möglicherweise als Protospatharios. 1035 oder 1036 wurde er von dessen Nachfolger Michael IV. nach der gescheiterten Rebellion des serbischen Archonten Stefan Vojislav als Gouverneur von Dioklitien, dem zentralen Landesteil des heutigen Montenegros, eingesetzt. Vojislav konnte im Winter 1037/38 aus der Gefangenschaft in Konstantinopel fliehen und nach Dioklitien zurückkehren, wo er einen zweiten, diesmal erfolgreichen Aufstand gegen Byzanz startete, das ab 1040 in schwere Kämpfe mit dem bulgarischen Separatisten Peter Deljan verwickelt war. Erotikos wurde von Vojislav abgesetzt und aus dem Land gejagt.
Ungeachtet dieser Niederlage wurde Theophilos Erotikos bald darauf zum Strategos von Zypern ernannt. In den Thronwirren nach der Absetzung Michaels V. im April 1042 ergriff er die Gelegenheit und entfachte eine Revolte, in deren Verlauf der kaiserliche Krites („Richter“) Theophylaktos, der auch für die Eintreibung der Provinzialabgaben zuständig war, ermordet wurde. Der neue Kaiser Konstantin IX. entsandte eine Flotte unter dem Kommando des Konstantin Chage, der den Aufstand der Zyprioten rasch niederschlug und Erotikos gefangen nahm. Der Rebell wurde nach Konstantinopel gebracht, wo er in einer Schandprozession öffentlich gedemütigt wurde: Er musste in Frauenkleidern auf einem Pferd durch das Hippodrom reiten. Erotikos’ Güter wurden danach beschlagnahmt, er selbst jedoch auf freien Fuß gesetzt. Sein weiteres Schicksal ist unbekannt.